# Auguste Kirmann
Auguste Kirmann, né le 4 décembre 1907 à Hindisheim et mort le 18 avril 1995 à Dieppe, est un militaire et résistant français, Compagnon de la Libération. Soldat expérimenté des troupes coloniales, il décide de se rallier à la France libre au début de la Seconde Guerre mondiale et combat en Afrique et au Proche-Orient. Passé dans la gendarmerie au cours de la guerre, il y reste un temps après celle-ci avant de se retirer de la vie militaire et d'exercer divers emplois dans le civil.

## Biographie

### Jeunesse et engagement
Enfant d'un couple d'employés de la Direction générale impériale des chemins de fer d'Alsace-Lorraine, Auguste Kirmann naît le 4 décembre 1907 à Hindisheim, alors dans l'empire allemand. Il fait ses études au petit séminaire des pères Camilliens à Eksaarde puis à Tournai, en Belgique. En septembre 1927, il choisit de s'engager dans l'armée pour trois ans et part pour l'Indochine où il est affecté au 11e régiment d'infanterie coloniale. Redevenu civil, il retourne en Alsace mais décide de se réengager en 1933 et est affecté au 21e régiment d'infanterie coloniale. En juillet 1935, il retrouve l'Indochine au sein du 10e régiment mixte d'infanterie coloniale. Revenu en métropole en mai 1938, il part en juillet 1939 au Liban où il est affecté au 24e régiment d'infanterie coloniale (24e RIC).

### Seconde Guerre mondiale
Au début de la Seconde Guerre mondiale, le 24e RIC, où Auguste Kirmann sert à la 3e compagnie du capitaine Raphaël Folliot, n'est pas envoyé combattre en métropole. Après la signature de l'armistice du 22 juin 1940, désireux de continuer la lutte, Raphaël Folliot et ses hommes s'échappent du Liban le 27 juin pour rejoindre les troupes britanniques en Palestine. Regroupés au camp de Moascar en Égypte, Auguste Kirmann et ses compagnons d'évasion forment le 1er bataillon d'infanterie de marine (1er BIM), toujours commandé par le capitaine Folliot. Au sein de cette unité, Auguste Kirmann prend part à la guerre du désert en Libye et en Égypte. Il combat dans la région de Marsa Matruh puis s'empare de Sollum et de Sidi Barrani. Engagé dans la prise de Tobrouk en janvier 1941, il est cité à l'ordre de l'armée pour être aller récupérer le corps d'un camarade sous le feu ennemi.
En mai 1941, le 1er BIM est renvoyé au Proche-Orient où il participe à la campagne de Syrie le mois suivant contre les troupes françaises restées fidèles au régime de Vichy. Après la défaite de ces dernières, de nombreux gendarmes de la Gendarmerie prévôtale du Levant refusent de se rallier à la France libre, laissant ainsi leurs postes vacants. Volontaire pour intégrer la gendarmerie, Auguste Kirmann est affecté à la prévôté comme élève-gendarme puis est titularisé en juillet 1942. Il reste au sein de la gendarmerie prévôtale des troupes du Levant pour tout le reste de la guerre qu'il termine avec le grade de maréchal des logis-chef.

### Après-Guerre
De retour en France en 1946, Auguste Kirmann poursuit sa carrière dans la gendarmerie jusqu'en 1948, année où il prend sa retraite militaire. D'abord reconverti comme tailleur, il devient ensuite employé à l'usine Ford de Poissy. Plus tard, il s'installe à Marseille où il travaille à l'office HLM de la ville.
Auguste Kirmann meurt le 18 avril 1995 à Dieppe, en Seine-Maritime, et est inhumé à Saint-Denis-sur-Scie.

## Décorations
|  |  |  |  |  |  |
|  |  |  |  |  |  |
|  |  |  |  |  |  |

| Officier de la Légion d'honneur                                      | Officier de la Légion d'honneur          | Officier de la Légion d'honneur          | Compagnon de la Libération Par décret du 7 mars 1941 | Compagnon de la Libération Par décret du 7 mars 1941 | Compagnon de la Libération Par décret du 7 mars 1941 | Médaille militaire                      | Médaille militaire                      | Médaille militaire                      |
| Croix de guerre 1939-1945 Avec une palme                             | Croix de guerre 1939-1945 Avec une palme | Croix de guerre 1939-1945 Avec une palme | Médaille coloniale Avec agrafe "Libye"               | Médaille coloniale Avec agrafe "Libye"               | Médaille coloniale Avec agrafe "Libye"               | Médaille commémorative de Syrie-Cilicie | Médaille commémorative de Syrie-Cilicie | Médaille commémorative de Syrie-Cilicie |
| Médaille commémorative des services volontaires dans la France libre |                                          |                                          |                                                      |                                                      |                                                      |                                         |                                         |                                         |

## Hommages
- À Strasbourg, une rue a été baptisée en son honneur[4].
- À la Direction générale de la Gendarmerie nationale, son nom et celui des quatre autres gendarmes compagnons de la libération y sont désormais inscrits[5].